# Kalamalka Lake
Der Kalamalka Lake (auch „Kal Lake“) ist ein großer See auf dem Interior Plateau des südlichen zentralen British Columbia in Kanada. 

## Lage
Er liegt östlich des Okanagan Lake und etwa 4 km südlich von Vernon. Der See ist nach einem Häuptling der Okanagan (in den USA: Okanogan) benannt, der das Nordufer besetzt hielt.
Zu verschiedenen Zeiten im Jahr – selbst von verschiedenen Punkten zur selben Zeit – kann die Farbe des Sees zwischen Cyan und Indigo schwanken; dies brachte dem See den Beinamen „See der tausend Farben“ ein. Die Farbe des Sees wird durch die Streuung des Lichts hervorgerufen, die durch die Fällung von Calcit (CaCO3) entsteht.

## Hydrologie
Der Kalamalka Lake ist ein Gletscherrandsee. Der Hauptzufluss stammt aus dem Wood Lake, der südlich des Kalamalka Lake liegt und durch einen Kanal bei Oyama, einem Ortsteil von Lake Country, verbunden ist. Der Ablauf des Sees ist der Vernon Creek, der am Nordende des Sees austritt, die Stadt Vernon durchquert und in den Okanagan Lake fließt. Die durchschnittliche Verweilzeit des Wassers im See beträgt 55,2 Jahre.

## Tourismus
Am Kalamalka Lake sind mehrere großartige Strände zu finden.  Kal Beach und Cosens Bay Beach, welche im Herzen des Kalamalka Lake Provincial Park liegen, sind zwei der beliebten Strände an den Ufern des Sees. Einige weitere Strände sind Jade Bay Beach, Juniper Bay Beach, Kekuli Bay Beach, Kirkland Park Beach sowie das Südende, der Kaloya Regional Park Beach.
Zwei Provinzparks erstrecken sich am Kalamalka Lake, der Kalamalka Lake Provincial Park (4.209 ha) und der Kekuli Bay Provincial Park (57 ha).
Es gibt viele Resorts am See, darunter das Tween Lakes Resort und das Klub Kal. Am Kalamalka Lake gibt es wenig Druck auf die Fischpopulationen, da der See hauptsächlich zum Boot- und Wasserskifahren genutzt wird. Das Tween Lakes Resort hat gegenwärtig die einzige Marina am See mit einer Tankstelle.